# Greatest Hits (álbum de Westlife)
Greatest Hits es el segundo álbum de grandes éxitos, el álbum en general número duodécimo y el último álbum por la banda Irlandesa Westlife, siendo lanzado el 21 de noviembre de 2011. Greatest Hits es el segundo álbum de éxitos seguido por Unbreakable - The Greatest Hits Vol. 1. El álbum no está bajo Syco Music y no bajo la tutela de Simon Cowell, al haber dejado a Syco y Cowell en marzo de 2011.
Contiene numerosos sencillos que abarcan toda la carrera de la banda, como también nuevas canciones, que incluye el sencillo "Lighthouse", producido por John Shanks, que precede a la publicación del álbum.

## Historia
Se grabó entre mayo y septiembre de 2011 con el productor del álbum Gravity, John Shanks, y nuevos productores como Dan Radclyffe y Boxsta Martin. El 5 de septiembre de 2011, fue confirmado que el título del álbum sería simplemente titulado Greatest Hits. La banda dijo: "Es casi difícil de creer que hemos estado haciendo esto tanto tiempo. Estamos increíblemente orgullosos de lo que hemos logrado y estamos buscando lanzar nuestro álbum de grandes éxitos como un gracias a nuestros fanes que nos han apoyado a lo largo de nuestra carrera." Egan agregó: "Nuestro álbum de grandes éxitos estará a la venta pronto, y hemos trabajado mucho en colocar cuatro o cinco nuevas canciones para el álbum. Las nuevas canciones son maravillosas y realmente estamos muy contentos con ellas. Pensamos que a los fanes también les encantarán." Feehily agregó, "Es un Westlife muy diferente," "Estamos poniendo nuestros últimos toques a nuestras nuevas canciones". Bryne explicó: "Estoy haciendo de todo un poco para ser honesto," "Regresamos de Reino Unido, estuvimos allí durante cuatro días. Estábamos en el estudio durante cuatro o cinco semanas pero terminamos allí cerca de un mes." En China Daily, dijeron que Westlife había llevado su música y carrera a otro nivel.
"Todos al menos tenemos 30 años de edad. Todos podríamos ir a casa ahora y estaremos bien por el resto de nuestras vidas", dijo Feehily. "Así que, si vamos a hacer más discos, queremos hacerlos bien. De lo contrario, no queremos hacerlo para nada."
El álbum es un conjunto de tres discos. El 4 de septiembre de 2011, Amazon.co.uk y Play.com revelaron además de las ediciones estándar y deluxe, que cada tienda de discos incluía tarjetas postales gratis y copias firmadas exclusivamente. El 8 de septiembre de 2011, el enlace de un pedido previo estaba disponible para 36 países en su tienda oficial. El 15 de septiembre de 2011, el enlace de pre-pedido para la edición especial limitada fue anunciado. Contiene 2CD/DVD del álbum de grandes éxitos junto a un póster y fotografías exclusivas de los chicos e incluye un libro especial de fotos mostrando a los chicos en un viaje increíble en sus últimos 14 años. Como un gracias a todos sus seguidores por el apoyo, los chicos firmaron las primeras 500 copias del conjunto. La edición firmada del álbum se vendió en menos de 24 horas. Antes de eso, en agosto de 2011, hicieron un concurso para los fanes para contribuir en el próximo set de Westlife. Estaban buscando hacer uno especial lleno de algunas de las mejores cosas que han coleccionado en su tiempo como fan de Westlife. El 27 y 31 de octubre de 2011, Sony Music anunció una "competencia PureSolo" de firmas junto con sus éxitos.
El 12 de octubre de 2011, la página oficial anunció la lista completa de canciones. Mientras que 4music anunció la lista de canciones para el DVD. Hay cuatro nuevas canciones en la edición estándar, ellas son: "Beautiful World" (escrita por Feehily, Shanks y Ruth-Anne Cunningham), "Wide Open" y "Last Mile of the Way" (coescrita por Byrne, Filan, Dimitri Ehrlich, Coyle Girelli) y el primer sencillo que sería lanzado el 14 de noviembre de 2011, "Lighthouse."

## Carátula
La sesión de fotos del álbum sucedió en Sudáfrica comenzando el 17 de septiembre de 2011, simultáneamente con la grabación del vídeo musical del principal sencillo. Fue descrita como una "sesión de fotos muy especial" en Female First. El 12 de octubre de 2011, la página oficial publicó la carátula del álbum. Julia Simpson de Yahoo OMG! UK informó: "Westlife ha sido conocido por hacer poses cursis en su tiempo. Y estamos tan encantados de ver que la sesión de su nuevo álbum se los ve en sus mejores poses. La boyband Irlandesa (que son Nicky, Kian, Mark y Shane) dominan el arte de una toma de mirar a la distancia en la portada de su Greatest Hits. Y sabemos que probablemente tomamos muchas tazas de té mirando una pantalla de ordenador demasiado tiempo pero nos hemos convencido que nos están mirando a nosotros. Hemos visto el nuevo sencillo Lighthouse y nos hizo sentir a todos otoñales. Y esta toma está teniendo el mismo efecto - con el cielo azul fresco, tonalidades de naranja y los árboles."

## Promoción
| Fecha                                      | Canal     | Estadio                  |
| ------------------------------------------ | --------- | ------------------------ |
| 6 de noviembre, de 2011: 7:45 p. m.        | BBC 1     | Strictly Come Dancing    |
| 6 de noviembre, de 2011: 10 p. m.          | Channel 4 | Alan Carr: The Chattyman |
| 14 de noviembre, de 2011: 12:30-1:30 p. m. | ITV       | Loose Women              |
| 19 de noviembre, de 2011: 6:00 p. m.       | TV3       | Childline                |

## Lista de canciones
- Edición estándar

| N.º | Título                                                        | Duración |  |
| 1.  | «"Swear It Again"»                                            | 4:07     |  |
| 2.  | «"If I Let You Go"»                                           | 3:41     |  |
| 3.  | «Flying Without Wings»                                        | 3:36     |  |
| 4.  | «I Have a Dream»                                              | 4:15     |  |
| 5.  | «Against All Odds (Take a Look at Me Now)» (con Mariah Carey) | 3:21     |  |
| 6.  | «My Love»                                                     | 3:53     |  |
| 7.  | «Uptown Girl»                                                 | 3:07     |  |
| 8.  | «Queen of My Heart»                                           | 4:19     |  |
| 9.  | «World of Our Own»                                            | 3:32     |  |
| 10. | «Mandy»                                                       | 3:20     |  |
| 11. | «You Raise Me Up»                                             | 3:42     |  |
| 12. | «Home»                                                        | 3:26     |  |
| 13. | «What About Now»                                              | 4:11     |  |
| 14. | «Safe»                                                        | 3:52     |  |
| 15. | «Lighthouse»                                                  | 4:22     |  |
| 16. | «Beautiful World»                                             | 3:18     |  |
| 17. | «Wide Open»                                                   | 3:52     |  |
| 18. | «Last Mile of the Way»                                        | 4:53     |  |

- Edición Deluxe Disco Bonus

| N.º | Título                                                       | Duración |  |
| 1.  | «"Seasons in the Sun"»                                       | 4:09     |  |
| 2.  | «"Fool Again"»                                               | 3:54     |  |
| 3.  | «"What Makes a Man"»                                         | 3:52     |  |
| 4.  | «"When You're Looking Like That"»                            | 3:53     |  |
| 5.  | «"Bop Bop Baby"»                                             | 4:22     |  |
| 6.  | «Unbreakable»                                                | 4:33     |  |
| 7.  | «"Hey Whatever"»                                             | 3:34     |  |
| 8.  | «Obvious»                                                    | 3:33     |  |
| 9.  | «When You Tell Me That You Love Me» (con Diana Ross)         | 4:10     |  |
| 10. | «Amazing»                                                    | 2:52     |  |
| 11. | «The Rose»                                                   | 3:39     |  |
| 12. | «Us Against the World»                                       | 4:01     |  |
| 13. | «What About Now» (en vivo en O2)                             |          |  |
| 14. | «Uptown Gril» (en vivo en O2)                                |          |  |
| 15. | «Mandy» (en vivo en O2)                                      |          |  |
| 16. | «Home» (en vivo en O2)                                       |          |  |
| 17. | «Flying Without Wings» (en vivo en Proms in the Park, 2011)) |          |  |
| 18. | «You Raise Me Up» (en vivo en Proms in the Park, 2011)       |          |  |

- Edición Deluxe BONUS DVD

| N.º | Título                                     | Duración |  |
| 1.  | «Swear It Again»                           |          |  |
| 2.  | «If I Let You Go»                          |          |  |
| 3.  | «Flying Without Wings»                     |          |  |
| 4.  | «I Have a Dream»                           |          |  |
| 5.  | «Seasons in the Sun»                       |          |  |
| 6.  | «Fool Again»                               |          |  |
| 7.  | «Against All Odds (Take a Look at Me Now)» |          |  |
| 8.  | «My love»                                  |          |  |
| 9.  | «What Makes a Man»                         |          |  |
| 10. | «I Lay My Love on You»                     |          |  |
| 11. | «Uptown Girl»                              |          |  |
| 12. | «When You're Looking Like That»            |          |  |
| 13. | «Queen of My Heart»                        |          |  |
| 14. | «World of Our Own»                         |          |  |
| 15. | «Angel»                                    |          |  |
| 16. | «Bop Bop Baby»                             |          |  |
| 17. | «Unbreakable»                              |          |  |
| 18. | «Tonight»                                  |          |  |
| 19. | «Miss You Nights»                          |          |  |
| 20. | «Hey Whatever»                             |          |  |
| 21. | «Mandy»                                    |          |  |
| 22. | «Obvious»                                  |          |  |
| 23. | «Ain't That a Kick in the Head?»           |          |  |
| 24. | «Smile»                                    |          |  |
| 25. | «You Raise Me Up»                          |          |  |
| 26. | «When You Tell Me That You Love Me»        |          |  |
| 27. | «Amazing»                                  |          |  |
| 28. | «The Rose»                                 |          |  |
| 29. | «Home»                                     |          |  |
| 30. | «Us Against the World»                     |          |  |
| 31. | «Something Right»                          |          |  |
| 32. | «What About Now»                           |          |  |
| 33. | «Safe»                                     |          |  |
| 34. | «Swear It Again» (Versión EE. UU.)         |          |  |
| 35. | «World Of Our Own» (Versión EE. UU.)       |          |  |

## Lanzamiento

### Lanzamientos principales
| País / Región | Fecha                   | Formato              | Sello                   |
| ------------- | ----------------------- | -------------------- | ----------------------- |
| Alemania      | 18 de noviembre de 2011 | CD, descarga digital | Sony Music, RCA Records |
| Irlanda       | 18 de noviembre de 2011 | CD, descarga digital | Sony Music, RCA Records |
| Reino Unido   | 21 de noviembre de 2011 | CD, descarga digital | Sony Music, RCA Records |
| Sudáfrica     | 21 de noviembre de 2011 | CD, descarga digital | Sony Music, RCA Records |

### Lanzamiento importado
| País / Región | Fecha                   | Formato              | Sello                   | Catálogo |
| ------------- | ----------------------- | -------------------- | ----------------------- | -------- |
| Japón         | 29 de noviembre de 2011 | CD, descarga digital | RCA Records, Sony Music |          |
| Canadá        | 29 de noviembre de 2011 | CD, descarga digital | RCA Records, Sony Music |          |